# Атмосфера Марса
Атмосфера Марса — газовая оболочка, окружающая планету Марс. Существенно отличается от земной атмосферы как по химическому составу, так и по физическим параметрам. Давление у поверхности составляет в среднем 0,6 кПа или 6 мбар (1/170 от земного, или равно земному на высоте почти 35 км от поверхности Земли). Высота однородной атмосферы составляет 11,1 км, примерная масса атмосферы — 2,5⋅1016 кг (более чем в 200 раз меньше земной). Марс имеет очень слабое магнитное поле (по сравнению с земным) и в 2,6 раза более слабое по сравнению с земным притяжение, вследствие чего солнечный ветер вызывает диссипацию атмосферных газов в космос со скоростью около 100 граммов в секунду (менее 9 тонн в день), в зависимости от текущей солнечной активности и расстояния от Солнца.
Несмотря на высокую разреженность, в атмосфере Марса возможны и осуществлены полёты искусственных аппаратов.

## Изучение
Атмосфера Марса была открыта ещё до полётов автоматических межпланетных станций к этой планете. Благодаря спектральному анализу и противостояниям Марса с Землёй, которые случаются 1 раз в 3 года, астрономы уже в XIX веке знали, что она имеет весьма однородный состав, более 95 % которого приходится на углекислый газ.
Ещё в начале 1920-х годов проводились первые измерения температуры Марса с помощью термометра, помещённого в фокусе телескопа-рефлектора. Измерения В. Лампланда в 1922 году дали среднюю температуру поверхности Марса 245 K (−28 °C), Э. Петтит и С. Никольсон в 1924 году получили 260 K (−13 °C). Более низкое значение получили в 1960 году У. Синтон и Дж. Стронг: 230 K (−43 °C). Первые оценки давления — усреднённого — были получены только в 1960-е годы с использованием наземных ИК-спектроскопов: полученное из лоренцева уширения линий углекислого газа давление 25±15 гПа означало, что именно он является основной составляющей атмосферы.
После начала эры запусков космических аппаратов к Марсу стало возможно непосредственное измерение параметров атмосферы Марса. Так, динамика торможения спускаемых аппаратов определяется плотностью атмосферы и таким образом даёт информацию об изменении температуры и давления с высотой. Температурные профили атмосферы до 85-километровой высоты были также получены спектроскопическим методом — измерениями в ИК-диапазоне, где находится 15 мкм полоса поглощения углекислого газа, — с помощью ИК-спектроскопов InfraRed Imaging Spectrometer (IRIS) на аппарате «Mariner 9» и InfraRed Thermal Mapper (IRTM) на «Викингах», затем приборов Thermal Emission Spectrometer (TES) на станции Mars Global Surveyor, Thermal Emission Imaging System (THEMIS) на «Одиссее», Planetary Fourier Spectrometer (PFS) на «Марс Экспресс» и наконец, Mars Climate Sounder (MCS) на «Mars Reconnaissance Orbiter». Кроме того, температуры в нижнем слое атмосферы (до 45 км) определялись методом затменного зондирования всеми космическими аппаратами, начиная с «Маринера-9», с использованием радиоволн, пропускаемых ими через атмосферу, а с помощью прибора SPICAM на «Марс Экспресс», использовавшего УФ-излучение звёзд, проходящее через лимб планеты, были получены данные и о верхнем слое высотой до 100 км. Затменное зондирование, выполненное «Викингами», «Марс Экспресс» с 2004 г. и «Mars Global Surveyor» с 1998 по 2005 гг., стало важным источником информации и о верхней атмосфере; она также изучается аппаратом «Марс Экспресс» с помощью приборов ASPERA3 и MARSIS — исследуются свойства плазмы, составляющей ионосферу на больших высотах.
Скорость ветра можно определить по доплеровскому сдвигу спектральных линий. Так, для этого измерялся сдвиг линий CO в миллиметровом и субмиллиметровом диапазоне, причём измерения на интерферометре позволяют получить распределение скоростей в целом слое большой толщины.
Наиболее подробные и точные данные о температуре атмосферы и поверхности, давлении, относительной влажности и скорости ветра непрерывно получает набор приборов Rover Environmental Monitoring Station (REMS) на борту марсохода Curiosity, работающего в кратере Гейла с 2012 г. А аппарат MAVEN, находящийся на орбите Марса с 2014 года, предназначен для подробного исследования верхних слоёв атмосферы, их взаимодействия с частицами солнечного ветра и в особенности динамики рассеяния.
Определение химических составляющих атмосферы и их содержания производилось в основном спектроскопическими методами — при помощи приборов как на Земле, так и на космических аппаратах, — а также с помощью масс-спектрометрии.
Ряд процессов, сложных или пока невозможных для непосредственного наблюдения, подлежит лишь теоретическому моделированию, однако оно также является важным методом исследования.

## Строение атмосферы
Из-за меньшей по сравнению с Землёй силы тяжести Марс характеризуется меньшими градиентами плотности и давления его атмосферы, а поэтому марсианская атмосфера гораздо протяжённее земной. Высота однородной атмосферы на Марсе больше, чем на Земле, и составляет около 11 км. Несмотря на сильную разреженность марсианской атмосферы, в ней, по разным признакам, выделяются те же концентрические слои, что и в земной.
В целом атмосфера Марса подразделяется на нижнюю и верхнюю; последней считается область выше 80 км над поверхностью, где активную роль играют процессы ионизации и диссоциации. Её изучению посвящён раздел, который принято называть аэрономией. Обычно же когда говорят об атмосфере Марса, имеют в виду нижнюю атмосферу.
Также некоторые исследователи выделяют две крупные оболочки — гомосферу и гетеросферу. В гомосфере химический состав не зависит от высоты, поскольку процессы переноса тепла и влаги в атмосфере и их обмена по вертикали целиком определяются турбулентным перемешиванием. Так как молекулярная диффузия в атмосфере обратно пропорциональна её плотности, то с некоторой высоты этот процесс становится преобладающим и является основной особенностью верхней оболочки — гетеросферы, где происходит молекулярное диффузное разделение. Граница раздела между этими оболочками, которая находится на высотах от 120 до 140 км, называется турбопаузой.

### Нижняя атмосфера
От поверхности до высоты 20—30 км протягивается тропосфера, где температура падает с высотой. Верхняя граница тропосферы колеблется в зависимости от времени года (температурный градиент в тропопаузе меняется от 1 до 3 град/км при среднем значении 2,5 град/км).
Над тропопаузой находится изотермическая область атмосферы — стратомезосфера, протягивающаяся до высоты 100 км. Средняя температура стратомезосферы исключительно низкая и составляет -133° С. В отличие от Земли, где в стратосфере содержится преимущественно весь атмосферный озон, на Марсе его концентрация ничтожно мала (он распределён от высот 50 — 60 км до самой поверхности, где она максимальна).

### Верхняя атмосфера
Выше стратомезосферы простирается верхний слой атмосферы — термосфера. Для неё свойственен рост температуры с высотой до максимального значения (200—350 K), после чего она остаётся постоянной до верхней границы (200 км). В этом слое зарегистрировано присутствие атомарного кислорода; его плотность на высоте 200 км достигает 5—6⋅107 см−3. Присутствие слоя с преобладанием атомарного кислорода (как и то, что основной нейтральной компонентой является углекислый газ) объединяет атмосферу Марса с атмосферой Венеры.
Ионосфера — область с высокой степенью ионизации — находится в интервале высот приблизительно от 80—100 до порядка 500—600 км. Содержание ионов минимально ночью и максимально днём, когда основной слой формируется на высоте 120—140 км за счёт фотоионизации углекислого газа экстремально ультрафиолетовым излучением Солнца СО2 + hν → СО2+ + e-, а также реакций между ионами и нейтральными веществами СО2+ + O → О2+ + CO и О+ + СО2 → О2+ + CO. Концентрация ионов, из которых 90 % O2+ и 10 % СO2+, достигает 105 на кубический сантиметр (в остальных областях ионосферы она на 1—2 порядка ниже). Ионы O2+ преобладают при практически полном отсутствии в атмосфере Марса собственно молекулярного кислорода. Вторичный слой образуется в районе 110—115 км за счёт мягкого рентгеновского излучения и выбитых быстрых электронов. На высоте 80—100 км некоторыми исследователями выделяется третий слой, иногда проявляющийся под воздействием частиц космической пыли, привносящих в атмосферу ионы металлов Fe+, Mg+, Na+. Однако позднее было не только подтверждено появление последних (причём практически по всему объёму верхней атмосферы) вследствие абляции вещества попадающих в атмосферу Марса метеоритов и других космических тел, но и вообще постоянное их присутствие. При этом из-за отсутствия у Марса магнитного поля их распределение и поведение значительно отличаются от того, что наблюдается в земной атмосфере. Над главным максимумом могут появляться благодаря взаимодействию с солнечным ветром и другие дополнительные слои. Так, слой ионов O+ наиболее выражен на высоте 225 км. Помимо трёх основных видов ионов (O2+, СO2+ и O+), относительно недавно были зарегистрированы также H2+, H3+, He+, C+, CH+, N+, NH+, OH+, H2O+, H3O+, N2+/CO+, HCO+/HOC+/N2H+, NO+, HNO+, HO2+, Ar+, ArH+, Ne+, CO2++ и HCO2+. Выше 400 км некоторые авторы выделяют «ионопаузу», однако на этот счёт пока нет единого мнения.
Что касается температуры плазмы, то вблизи главного максимума температура ионов составляет 150 К, увеличиваясь до 210 К на высоте 175 км. Выше термодинамическое равновесие ионов с нейтральным газом существенно нарушается, и их температура резко возрастает до 1000 К на высоте 250 км. Температура электронов может составлять несколько тысяч кельвинов, по всей видимости, из-за магнитного поля в ионосфере, причём она растёт с увеличением зенитного угла Солнца и неодинакова в северном и южном полушариях, что, возможно, связано с асимметрией остаточного магнитного поля коры Марса. Вообще можно даже выделить три популяции высокоэнергетических электронов с различными температурными профилями. Магнитное поле влияет и на горизонтальное распределение ионов: над магнитными аномалиями формируются потоки высокоэнергетических частиц, закручивающиеся вдоль линий поля, что увеличивает интенсивность ионизации, и наблюдается повышенная плотность ионов и местные образования.
На высоте 200—230 км находится верхняя граница термосферы — экзобаза, над которой примерно с высоты 250 км начинается экзосфера Марса. Она состоит из лёгких веществ — водорода, углерода, кислорода, — которые появляются в результате фотохимических реакций в нижележащей ионосфере, например, диссоциативной рекомбинации O2+ с электронами. Непрерывное снабжение верхней атмосферы Марса атомарным водородом происходит за счёт фотодиссоциации водяного пара у марсианской поверхности. Ввиду очень медленного уменьшения концентрации водорода с высотой этот элемент является основным компонентом самых внешних слоёв атмосферы планеты и образует водородную корону, простирающуюся на расстояние около 20 000 км, хотя строгой границы нет, и частицы из этой области просто постепенно рассеиваются в окружающее космическое пространство.
В атмосфере Марса также иногда выделяется хемосфера — слой, где происходят фотохимические реакции, а так как из-за отсутствия озонового экрана, как у Земли, ультрафиолетовое излучение доходит до самой поверхности планеты, они возможны даже там. Марсианская хемосфера простирается от поверхности до высоты около 120 км.

## Химический состав нижней атмосферы
В силу того что гравитация Марса в 2,6 раза слабее земной, атмосфера Марса существенно обогащена более тяжёлыми газами, которые планета за время своей эволюции теряла гораздо медленнее.
- Углекислый газ — основной компонент (95,32 %). Это единственный и наиболее устойчивый при низкой марсианской гравитации тяжёлый газ, которым постоянно пополнялась атмосфера в процессе вулканических извержений, непрерывных в течение миллионов лет из-за отсутствия тектоники плит; собственно, это фактически единственная причина существования атмосферы Марса. В настоящее время активных вулканов на планете не обнаружено, однако остаточная тектоническая активность, и геотермальная активность могут служить небольшими источниками пополнения углекислого газа и в наше время. К тому же более лёгкие газы, с тех пор, как планета лишилась своего магнитного поля, уносились солнечным ветром[6]. Устойчиво существовать при низкой гравитации плотная атмосфера может только если планета обладает существенным магнитным полем, либо расположена далеко от Солнца. Активной диссипации подвергаются газы от азота и легче (водород, неон, водяной пар, гелий). Углекислый газ, который имеет в 1,5 раза более высокую атомную массу (44), чем среднее число 29 для земного воздуха, достаточно тяжёл чтобы компенсировать слабое притяжение планеты (в 2,6 раз слабее земного). Кроме того Марс находится дальше чем Земля, атмосфера холоднее, что уменьшает возможность теплового убегания молекул газа. Применительно к углекислому газу, устойчивость к диссипации близка к земной или венерианской.

Несмотря на сильную разрежённость марсианской атмосферы, концентрация углекислого газа в ней примерно в 23 раза больше, чем в земной. 
- Азот (2,7 %) в настоящее время активно диссипирует в космос. В виде двухатомной молекулы азот устойчиво удерживается притяжением планеты, но расщепляется солнечным излучением на одиночные атомы, легко покидая атмосферу.
- Аргон (1,6 %) представлен относительно устойчивым к диссипации тяжёлым изотопом аргон-40. Лёгкие 36Ar и 38Ar имеются лишь в миллионных долях
- Другие благородные газы: неон, криптон, ксенон (миллионные доли)[13]
- Оксид углерода (СО) — является продуктом фотодиссоциации СО2 и составляет 7,5⋅10-4 концентрации последнего[15] — это необъяснимо малое значение, поскольку обратная реакция CO + O + M → СО2 + M запрещена, и должно было бы накопиться гораздо больше CO. Предлагались различные теории, как угарный газ может всё же окисляться до углекислого, но все они имеют те или иные недостатки[2].
- Молекулярный кислород (O2) — появляется в результате фотодиссоциации как CO2, так и Н2О в верхней атмосфере Марса. При этом кислород диффундирует в более низкие слои атмосферы, где его концентрация достигает 1,3⋅10-3 от приповерхностной концентрации СO2[15]. Как и Ar, CO и N2, он относится к неконденсирующимся на Марсе веществам, поэтому его концентрация также претерпевает сезонные вариации. В верхней атмосфере, на высоте 90—130 км, содержание O2 (доля относительно CO2) в 3—4 раза превышает соответствующее значение для нижней атмосферы и составляет в среднем 4⋅10-3, изменяясь в диапазоне от 3,1⋅10-3 до 5,8⋅10-3[2]. В древности атмосфера Марса содержала, однако, большее количество кислорода, сопоставимое с его долей на юной Земле[3][19]. Кислород даже в виде отдельных атомов уже не так активно диссипирует, как азот, в силу бо́льшего атомного веса, что позволяет ему накапливаться.
- Озон — его количество сильно меняется в зависимости от температуры поверхности[15]: оно минимально во время равноденствия на всех широтах и максимально на полюсе, где зима, кроме того, обратно пропорционально концентрации водяного пара. Присутствует один выраженный озоновый слой на высоте около 30 км и другой — между 30 и 60 км[2].
- Вода. Содержание H2O в атмосфере Марса примерно в 100—200 раз меньше, чем в атмосфере самых сухих регионов Земли, и составляет в среднем 10—20 мкм осаждённого столба воды. Концентрация водяного пара претерпевает существенные сезонные и суточные вариации➤[7][15]. Степень насыщения воздуха парами воды обратно пропорциональна содержанию частиц пыли, являющихся центрами конденсации, и в отдельных областях (зимой, на высоте 20—50 км) был зафиксирован пар, давление которого превышает давление насыщенного пара в 10 раз — намного больше, чем в земной атмосфере[2][20].
- Метан. Начиная с 2003 года, появляются сообщения о регистрации выбросов метана неизвестной природы[21], однако ни одно из них нельзя считать достоверным из-за тех или иных недостатков методов регистрации. При этом речь идёт о крайне малых величинах — 0,7 ppbv (верхний предел — 1,3 ppbv) в качестве фонового значения и 7 ppbv для эпизодических всплесков, что находится на грани разрешимости. Поскольку наряду с этим публиковалась и информация о подтверждённом другими исследованиями отсутствии CH4[22], это может свидетельствовать о каком-либо непостоянном источнике метана, а также о существовании некоего механизма его быстрого разрушения, тогда как длительность фотохимического разрушения этого вещества оценивается в 300 лет. Дискуссия по этому вопросу в настоящий момент открыта, причём он представляет особенный интерес в контексте астробиологии, ввиду того, что на Земле это вещество имеет биогенное происхождение[2].  В 2013 году инструмент для измерения содержания метана, установленный на марсоходе Кьюриосити, обнаружил метан в атмосфере Марса. В 2019 году зафиксированы новые данные, причём эти наблюдения в три раза превышают уровень газа, зафиксированный шесть лет назад[23]. Однако, в этом приборе есть метан, привезённый с Земли[24]. В 2019 году вышла статья о том, что спектрометры АЦС (ACS) и NOMAD, установленные на искусственном спутнике Марса ExoMars Trace Gas Orbiter (миссия ЭкзоМарс), метана в атмосфере Марса с орбиты не нашли[25]. После детального исследования, основанного на анализе данных, собранных почти за три года работы миссии TGO, учёные пришли к выводу, что предельный показатель концентрации метана в марсианской атмосфере составляет менее 0,05 ppbv (концентрация метана в земной атмосфере составляет 2000 ppbv)[26].
- Следы некоторых органических соединений[27]. Наиболее важны верхние ограничения на H2CO, HCl и SO2, которые свидетельствуют об отсутствии, соответственно, реакций с участием хлора, а также вулканической активности, в частности, о невулканическом происхождении метана, если его существование будет подтверждено[2].

Состав и давление атмосферы Марса делают невозможным дыхание человека и других земных организмов. Для работы на поверхности планеты необходим скафандр, хотя и не настолько громоздкий и защищённый, как для Луны и открытого космоса. Атмосфера Марса сама по себе не ядовита и состоит из химически инертных газов. Атмосфера несколько тормозит метеоритные тела, поэтому кратеров на Марсе меньше, чем на Луне, и они менее глубокие. А микрометеориты сгорают полностью, не достигая поверхности.

## Вода, облачность и осадки
Низкая плотность не мешает атмосфере формировать масштабные явления, влияющие на климат.
Водяного пара в марсианской атмосфере не более тысячной доли процента, однако по результатам недавних (2013 г.) исследований, это всё же больше, чем предполагалось ранее, и больше, чем в верхних слоях атмосферы Земли, и при низких давлении и температуре он находится в состоянии, близком к насыщению, поэтому часто собирается в облака. Как правило, водяные облака формируются на высотах 10—30 км над поверхностью. Они сосредоточены в основном на экваторе и наблюдаются практически на протяжении всего года. Облака, наблюдаемые на высоких уровнях атмосферы (более 20 км), образуются в результате конденсации CO2. Этот же процесс ответственен за формирование низких (на высоте менее 10 км) облаков полярных областей в зимний период, когда температура атмосферы опускается ниже точки замерзания CO2 (-126 °С); летом же формируются аналогичные тонкие образования из льда Н2О
- Анимация движения облаков, фотографии с аппарата Феникс
- Анимация движения облаков по снимкам марсохода Curiosity.

Образования конденсационной природы представлены также туманами (или дымками). Они часто стоят над низинами — каньонами, долинами — и на дне кратеров в холодное время суток.
Одно из интересных и редких на Марсе атмосферных явлений было обнаружено («Викингом-1») при фотографировании северной полярной области в 1978 г. Это циклонические структуры, чётко отождествляемые на фотографиях по вихревидным системам облаков с циркуляцией против часовой стрелки. Они были обнаружены в широтном поясе 65-80° с. ш. в течение «тёплого» периода года, с весны до начала осени, когда здесь устанавливается полярный фронт. Его возникновение обусловлено существующим в это время года резким контрастом температур поверхности между краем ледяной шапки и окружающими равнинами. Связанные с таким фронтом волновые движения воздушных масс и приводят к появлению столь знакомых нам по Земле циклонических вихрей. Обнаруженные на Марсе системы вихревидных облаков по размеру колеблются от 200 до 500 км, скорость их перемещения около 5 км/ч, а скорость ветров на периферии этих систем около 20 м/с. Длительность существования отдельного циклонического вихря колеблется от 3 до 6 сут. Величины температур в центральной части марсианских циклонов свидетельствуют о том, что облака состоят из кристалликов льда воды.
В 2008 году марсоход «Феникс» наблюдал в приполярных областях Марса неожиданное для почти лишённой атмосферы планеты явлений — виргу (это полоса осадков под облаками, испаряющихся не долетая до поверхности планеты). По первым оценкам учёных, скорость падения осадков в вирге была очень малой. Однако в 2017 году моделирование марсианских атмосферных явлений показало, что в действительности скорость частиц во время метелей может достигать 10 м/с. Это связано с резким охлаждением марсианских облаков после заката — со скоростью порядка четырёх градусов в час. Так что во время марсианских ночей, через пару часов после полуночи, можно ожидать интенсивные метели. Ранее считалось, что «медленная» метель обязательно приведёт к формированию вирги — частицы будут испаряться в воздухе, не долетая до поверхности. Авторы новой же работы допускают, что сильные ветра в совокупности с низкой облачностью могут привести к тому, что снег будет выпадать на поверхность Марса. Это явление напоминает собой земные микропорывы — шквалы из нисходящего ветра со скоростью до 35 м/с, часто связанные с грозами. Новый механизм может не отражать причины метели, зафиксированной марсоходом «Феникс», так как он находился в полярных широтах, где Солнце почти не заходит, а в такой ситуации практически не возникают необходимые ночные условия, обуславливающие метели. Однако механизм вполне может реализоваться на средних широтах красной планеты.
Снег действительно наблюдался неоднократно. Так, зимой 1979 г. в районе посадки «Викинга-2» выпал тонкий слой снега, который пролежал несколько месяцев.

## Пылевые бури и пылевые дьяволы
Характерная особенность атмосферы Марса — постоянное присутствие пыли; согласно спектральным измерениям, размер пылевых частиц оценивается в 1,5 мкм. Малая сила тяжести позволяет даже разреженным потокам воздуха поднимать огромные облака пыли на высоту до 50 км. А ветры, являющиеся одним из проявлений перепада температур, часто дуют над поверхностью планеты (особенно в конце весны — начале лета в южном полушарии, когда разница температур между полушариями особенно резкая), и их скорость доходит до 100 м/с. Таким образом формируются обширные пылевые бури, давно наблюдаемые в виде отдельных жёлтых облаков, а иногда в виде сплошной жёлтой пелены, охватывающей всю планету. Чаще всего пылевые бури возникают вблизи полярных шапок, их продолжительность может достигать 50—100 суток. Слабая жёлтая мгла в атмосфере, как правило, наблюдается после крупных пылевых бурь и без труда обнаруживается фотометрическими и поляриметрическими методами.
Пылевые бури, хорошо наблюдавшиеся на снимках, сделанных с орбитальных аппаратов, оказались слабозаметными при съёмке с посадочных аппаратов. Прохождение пылевых бурь в местах посадок этих космических станций отмечалось лишь по резкому изменению температуры, давления и очень слабому потемнению общего фона неба. Слой пыли, осевшей после бури в окрестностях мест посадок «Викингов», составил лишь несколько микрометров. Все это свидетельствует о довольно низкой несущей способности марсианской атмосферы.
С сентября 1971 по январь 1972 г. на Марсе происходила глобальная пылевая буря, которая даже помешала фотографированию поверхности с борта зонда «Маринер-9». Масса пыли в столбе атмосферы (при оптической толщине от 0,1 до 10), оценённая в этот период, составляла от 7,8⋅10-5 до 1,66⋅10-3г/см2. Таким образом, общий вес пылевых частиц в атмосфере Марса за период глобальных пылевых бурь может доходить до 108 — 109 т, что соизмеримо с общим количеством пыли в земной атмосфере.
Пылевые смерчи — ещё один пример процессов поднятия в воздух пыли, возникающий из-за суточных вариаций температур вблизи поверхности Марса. Из-за очень низкой плотности атмосферы красной планеты смерчи там больше похожи на торнадо, возвышающиеся на несколько километров в высоту и имеющие сотни метров в поперечнике. Они формируются настолько стремительно, что оказавшись внутри неё, гипотетический наблюдатель внезапно не в состоянии был бы видеть больше, чем несколько сантиметров перед собой. Ветер достигает 30 м/с. Пылевые смерчи на Марсе будут серьёзной проблемой для астронавтов, которым придётся с ними столкнуться по прибытии на планету; дополнительной трудностью является то, что трение пыли в воздухе создаёт электричество. Из-за крайне слабой эрозии на поверхности планеты на ней остаются следы этих явлений, и марсоходам удалось сфотографировать следы, оставленные ранее пылевыми дьяволами.
- Глобальная пылевая буря, зафиксированная телескопом Хаббл в 2001 г. Сплошная пелена скрывает всю поверхность Марса.
- Полная карта поверхности Марса с динамикой атмосферных процессов, в том числе двух локальных пылевых бурь, с 18 февраля по 6 марта 2017 г. Составлено на основании снимков аппарата Mars Reconnaissance Orbiter.
- Прохождение пылевого вихря по поверхности Марса, заснятое марсоходом «Спирит», 2005 г.
- Следы пыльных вихрей на поверхности Марса.

## Полярные сияния
Из-за отсутствия глобального магнитного поля высокоэнергетические частицы солнечного ветра беспрепятственно попадают в атмосферу Марса, вызывая полярные сияния в ультрафиолетовом диапазоне во время солнечных вспышек. Это концентрированное сильно локализованное излучение, определяемое магнитными аномалиями коры — тип полярного сияния, уникальный в Солнечной системе именно в силу специфики марсианского магнитного поля. Его линии образуют каспы, но не на полюсах, а на отдельных участках поверхности, не привязанных к широтам (в основном в гористых областях южного полушария), и вдоль них движутся электроны с кинетической энергией от нескольких десятков до 300 эВ — их удары и вызывают свечение. Оно образуется при особых условиях около границы между «открытыми» и «закрытыми» силовыми линиями магнитного поля, причём линии поля, по которым двигаются электроны, отклонены от вертикали. Явление длится всего несколько секунд, а средняя высота его возникновения — 137 км.
Полярное сияние впервые было зарегистрировано УФ-спектрометром SPICAM на борту аппарата «Марс Экспресс». Затем оно неоднократно наблюдалось аппаратом «MAVEN», например, в марте 2015 года, а в сентябре 2017 года детектором оценки радиации (RAD) на марсоходе «Curiosity» было зафиксировано гораздо более мощное событие. Анализ данных аппарата «MAVEN» выявил и полярные сияния принципиально иного типа — диффузные, которые имеют место на низких широтах, в областях, не привязанных к аномалиям магнитного поля и вызываемых проникновением в атмосферу частиц с очень высокой энергией, порядка 200 кэВ.
Кроме того, экстремально ультрафиолетовое излучение Солнца вызывает так называемое собственное свечение атмосферы (англ. airglow).
Регистрация оптических переходов при полярных сияниях и собственном свечении даёт важную информацию о составе верхней атмосферы, её температуре и динамике. Так, изучение γ- и δ-полос излучения оксида азота в ночной период помогает охарактеризовать циркуляцию между освещённой и неосвещённой областями. А регистрация излучения на частоте 130,4 нм при собственном свечении помогло выявить присутствие атомарного кислорода высокой температуры, что стало важным шагом в понимании поведения атмосферных экзосфер и корон в целом.

## Цвет
Частицы пыли, которыми наполнена атмосфера Марса, состоят в основном из оксида железа, и он придаёт ей красно-оранжевый оттенок.
Согласно данным измерений, атмосфера имеет оптическую толщину 0,9 — это означает, что до поверхности Марса сквозь его атмосферу доходит только 40 % падающего солнечного излучения, а остальные 60 % поглощаются висящей в воздухе пылью. Без неё марсианские небеса имели бы приблизительно тот же цвет, как у земного неба на высоте 35 километров, где давление и плотность атмосферы Земли сопоставимы с таковыми на поверхности Марса. Совсем без пыли небо Марса было бы почти чёрным, возможно, с бледно-голубой дымкой у горизонта. Следует заметить, что при этом человеческий глаз адаптировался бы к этим цветам, и баланс белого автоматически подстроился бы так, что небо виделось бы таким же, как при земных условиях освещения.
Цвет неба весьма неоднороден, и в отсутствие облаков или пыльных бурь от относительно светлого на горизонте резко и градиентно темнеет к зениту. В относительно спокойный и безветренный сезон, когда пыли меньше, в зените небо может быть совсем чёрным.
Тем не менее благодаря снимкам марсоходов стало известно, что на закате и восходе вокруг Солнца небо окрашивается в голубой цвет. Причиной этому является рассеяние РЭЛЕЯ - свет рассеивается на частицах газа и окрашивает небо, но если марсианским днём эффект слаб и незаметен невооружённым глазом из-за разрежённости атмосферы и запылённости, то на закате солнце просвечивает намного более толстый слой воздуха, благодаря чему начинают рассеиваться синяя и фиолетовая составляющие. Тот же механизм отвечает за голубое небо на Земле днём и жёлто-оранжевое на закате.
Панорама песчаных дюн Рокнест, составленная из снимков марсохода Curiosity.

## Изменения
Общая циркуляция атмосферы происходит по классической схеме Хэдли: поток поднимается в полушарии, где в данный момент лето, и опускается обратно в противоположном полушарии. Такие ячейки Хэдли могут простираться до 60 км в высоту — гораздо выше, чем на Земле, где конвективная зона ограничена пределами тропопаузы (до 12 км). На высоте до 50 км этот процесс хорошо описывается моделью общей циркуляции, хотя, возможно, она даёт несколько заниженные температуры для средней атмосферы (20—50 км) и завышенные — для области выше 50 км. Основная зональная циркуляция определяется ветрами, дующими в направлении, противоположном вращению планеты, с большими скоростями — 70—170 м/с, изменяющимися в зависимости от времени года, широты и долготы (особенно сильно — между утренними и вечерними часами).
Изменения в верхних слоях атмосферы носят довольно сложный характер, так как они связаны между собой и с нижележащими слоями. Распространяющиеся вверх атмосферные волны и приливы могут оказывать существенное влияние на структуру и динамику термосферы и, как следствие, ионосферы, например, высоту верхней границы ионосферы. Во время пылевых бурь в нижней атмосфере её прозрачность уменьшается, она нагревается и расширяется. Тогда увеличивается плотность термосферы — она может варьироваться даже на порядок, — и высота максимума концентрации электронов может подняться на величину до 30 км. Вызванные пылевыми бурями изменения в верхней атмосфере могут быть глобальными, затрагивая области до 160 км над поверхностью планеты. Отклик верхней атмосферы на эти явления занимает несколько дней, а в прежнее состояние она возвращается гораздо дольше — несколько месяцев. Ещё одно проявление взаимосвязи верхней и нижней атмосферы заключается в том, что водяной пар, которым, как выяснилось, перенасыщена нижняя атмосфера, может подвергаться фотодиссоциации на более лёгкие компоненты H и O, увеличивающие плотность экзосферы и интенсивность потери воды атмосферой Марса.
Внешние факторы, вызывающие изменения в верхней атмосфере, — это экстремально ультрафиолетовое и мягкое рентгеновское излучение Солнца, частицы солнечного ветра, космическая пыль и более крупные тела, такие как метеориты. Задача осложняется тем, что их воздействие, как правило, случайно, и его интенсивность и продолжительность невозможно прогнозировать, причём на эпизодические явления накладываются циклические процессы, связанные с изменением времени суток, времени года, а также солнечным циклом. На настоящий момент по динамике параметров атмосферы в лучшем случае имеется накопленная статистика событий, но теоретическое описание закономерностей ещё не выполнено. Определённо установлена прямая пропорциональность между концентрацией частиц плазмы в ионосфере и солнечной активностью. Это подтверждается тем, что аналогичная закономерность была реально зафиксирована по результатам наблюдений в 2007—2009 гг для ионосферы Земли, несмотря на принципиальное различие магнитного поля этих планет, непосредственно влияющего на ионосферу. А выбросы частиц солнечной короны, вызывая изменение давления солнечного ветра, также влекут за собой характерное сжатие магнитосферы и ионосферы: максимум плотности плазмы опускается до 90 км.

### Суточные колебания
Поскольку атмосфера Марса сильно разрежена, она плохо сглаживает суточные колебания температуры поверхности. При наиболее благоприятных условиях летом на дневной половине планеты воздух прогревается до 20° С (а на экваторе — до +27 °C) — вполне приемлемая температура для жителей Земли. Но зимней ночью мороз может достигать даже на экваторе −80 °C до −125° С, а на полюсах ночная температура может падать до −143 °C. Однако суточные колебания температуры не столь значительны, как на безатмосферных Луне и Меркурии. На Марсе существуют и температурные оазисы, в районах «озера» Феникс (плато Солнца) и земли Ноя перепад температур составляет от −53° С до +22° С летом и от −103° С до −43° С зимой. Таким образом, Марс — весьма холодный мир, однако климат там ненамного суровее, чем в Антарктиде.
Несмотря на свою разреженность, атмосфера тем не менее реагирует на изменение потока солнечного тепла медленнее, чем поверхность планеты. Так, в утренний период температура сильно меняется с высотой: была зафиксирована разница в 20° на высоте от 25 см до 1 м над поверхностью планеты. С восходом Солнца холодный воздух нагревается от поверхности и поднимается в виде характерного завихрения вверх, поднимая в воздух пыль — так образуются пылевые дьяволы. В приповерхностном слое (до 500 м высотой) имеет место температурная инверсия. После того, как атмосфера к полудню уже нагрелась, этого эффекта уже не наблюдается. Максимум достигается примерно в 2 часа в после полудня. Затем поверхность остывает быстрее, чем атмосфера, и наблюдается обратный температурный градиент. Перед заходом Солнца же температура снова убывает с высотой.
Смена дня и ночи влияет и на верхнюю атмосферу. Прежде всего, в ночное время прекращается ионизация солнечным излучением, однако плазма продолжает первое время после захода Солнца пополняться за счёт потока с дневной стороны, а затем формируется за счёт ударов электронов, движущихся вниз вдоль линий магнитного поля (так называемое вторжение электронов) — тогда максимум наблюдается на высоте 130—170 км. Поэтому плотность электронов и ионов с ночной стороны гораздо ниже и характеризуется сложным профилем, зависящим также от локального магнитного поля и изменяющимся нетривиальным образом, закономерность которого пока не до конца понята и описана теоретически. На протяжении дня состояние ионосферы также меняется в зависимости от зенитного угла Солнца.

### Годовой цикл
Как и на Земле, на Марсе происходит смена времён года из-за наклона оси вращения к плоскости орбиты, поэтому зимой в северном полушарии полярная шапка растёт, а в южном почти исчезает, а через полгода полушария меняются местами. При этом из-за достаточно большого эксцентриситета орбиты планеты в перигелии (зимнее солнцестояние в северном полушарии) она получает до 40 % больше солнечного излучения, чем в афелии, и в северном полушарии зима короткая и относительно умеренная, а лето длинное, но прохладное, в южном же наоборот — лето короткое и относительно тёплое, а зима длинная и холодная. В связи с этим южная шапка зимой разрастается до половины расстояния полюс-экватор, а северная — только до трети. Когда на одном из полюсов наступает лето, углекислый газ из соответствующей полярной шапки испаряется и поступает в атмосферу; ветры переносят его к противоположной шапке, где он снова замерзает. Таким образом происходит круговорот углекислого газа, который наряду с разными размерами полярных шапок вызывает изменение давления атмосферы Марса по мере его обращения вокруг Солнца. За счёт того, что зимой до 20—30 % всей атмосферы замерзает в полярной шапке, давление в соответствующей области соответственно падает.
Сезонные вариации (как и суточные) претерпевает также концентрация водяного пара — они находятся в пределах 1—100 мкм. Так, зимой атмосфера практически «сухая». Водяной пар появляется в ней весной, и к середине лета его количество достигает максимума, следуя за изменениями температуры поверхности. В течение периода лето — осень водяной пар постепенно перераспределяется, причём максимум содержания его перемещается от северной полярной области к экваториальным широтам. При этом общее глобальное содержание пара в атмосфере (по данным «Викинга-1») остаётся приблизительно постоянным и эквивалентным 1,3 км3 льда. Максимальное содержание Н2О (100 мкм осаждённой воды, равное 0,2 объёмных %) было зафиксировано летом над тёмным районом, опоясывающим северную остаточную полярную шапку — в это время года атмосфера надо льдом полярной шапки обычно близка к насыщению.
В весенне-летний период в южном полушарии, когда наиболее активно формируются пылевые бури, наблюдаются суточные или полусуточные атмосферные приливы — увеличение давления у поверхности и термическое расширение атмосферы в ответ на её нагрев.
Смена времён года оказывает влияние и на верхнюю атмосферу — как нейтральную компоненту (термосферу), так и плазму (ионосферу), причём этот фактор должен учитываться вместе с солнечным циклом, и это усложняет задачу описания динамики верхней атмосферы.